# Les Gladiateurs de l'an 3000
Pour plus de détails, voir Fiche technique et Distribution.
Les Gladiateurs de l'an 3000 (Deathsport), aussi connu sous le titre Les Gladiateurs de l'an 2000 est un film de science-fiction américain d'Allan Arkush, Nicholas Niciphor et Roger Corman, sorti en 1978.

## Fiche technique
- Titre original : Deathsport
- Titre français : Les Gladiateurs de l'an 3000
- Réalisation : Allan Arkush, Nicholas Niciphor et Roger Corman
- Scénario : Nicholas Niciphor, Frances Doel et Donald E. Stewart
- Photographie : Gary Graver
- Musique : Andy Stein
- Production : Roger Corman
- Société de production : New World Pictures[2]
- Pays d'origine :  États-Unis
- Dates de sortie : 
  - États-Unis : avril 1978[3]
  - France : 13 décembre 1978[1],[2]

## Distribution
- David Carradine : Kaz Oshay
- Claudia Jennings : Deneer
- Richard Lynch : Ankar Moor
- William Smithers : Dr. Karl
- Will Walker : Marcus Karl
- David McLean : Lord Zirpola
- Jesse Vint : Polna
- H.B. Haggerty : Geôlier
- Brenda Venus : Adriann
- Linnea Quigley : Courtisane (non crédité)